# Schiffsbohrwurm

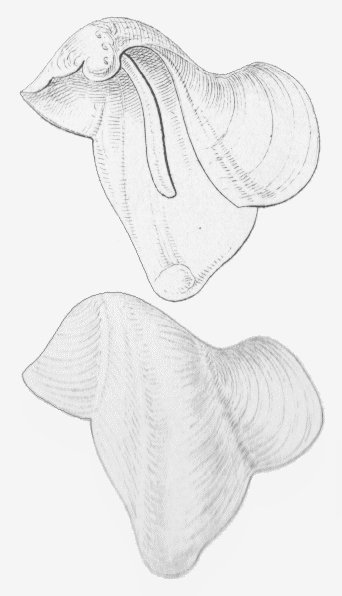
Stark reduziertes und modifiziertes Gehäuse des Schiffsbohrwurms. Das lange Gebilde in der Mitte ist die Apophyse. Oben Innenansicht der rechten, unten Außenansicht der linken Schalenklappe

Der Schiffsbohrwurm (Teredo navalis, auch Schiffsbohrmuschel) ist trotz seines Namens kein Wurm, sondern eine Muschel-Art aus der Familie der Schiffsbohrmuscheln (Teredinidae). Sein Körper ist stark verlängert und wurmartig gestreckt. Das sehr kleine Gehäuse (im Verhältnis zur Länge) bedeckt nur noch den vordersten Teil des Weichkörpers und wird zum Bohren in Holz genutzt. Der Schiffsbohrwurm ist relativ salinitätstolerant (7 bis 39 PSU) und übersteht sogar kurze Phasen von Süßwasserbedeckung unversehrt, indem er seine Bohrröhre mit den akzessorischen Kalkplättchen („Paletten“) verschließt. Er erträgt auch große Temperaturschwankungen (0 bis 30 °C).

## Namen
Neben den vorherrschenden Bezeichnungen Schiffsbohrwurm und Schiffsbohrmuschel werden auch die Bezeichnungen bzw. Kurzformen Schiffswurm, Holzbohrwurm, Holzbohrmuschel, Pfahlbohrmuschel und Pfahlwurm verwendet. Auch die mehrdeutige Bezeichnung Bohrmuschel ist gebräuchlich.

## Merkmale
Das gleichklappige Gehäuse ist im Großen und Ganzen halbkugelig. Es bedeckt aber nur noch den vordersten Teil des Weichkörpers. Der lang gestreckte, weniger als einen Zentimeter im Durchmesser erreichende Weichkörper wird bis zu 50 cm lang, bleibt jedoch meistens kleiner (20 bis 30 cm). Das Gehäuse wird nur etwa einen Zentimeter lang und einen Zentimeter hoch. Es ist im Umriss dreigegliedert: in einen kleinen, dreieckigen vorderen Teil, einen großen, hoch- und schiefeiförmigen und geblähten mittleren Teil und einen wieder etwas kleineren, halbrunden hinteren Teil (Auriculum). Der kleine, dreieckige vordere Teil setzt oben am mittleren Teil an, abgesetzt durch einen Knick. Der vordere Teil ist mit randparallel verlaufenden, auch etwas geschwungenen Rippen versehen, die mit stachel- oder dornartigen Fortsätzen besetzt sind. Im dorsalen Bereich des vorderen Gehäuseteils sitzt der Wirbel. Der mittlere Teil ist meist nur schwach mit randparallelen Anwachsstreifen ornamentiert, ebenso der hintere Gehäuseteil. Von den Wirbeln verläuft eine schmale Längsgrube fast senkrecht zur Gehäuselängsachse über den mittleren Gehäuseteil zum Ventralrand. Das halbkugelige Auriculum (hinterer Gehäuseteil) sitzt schräg nach oben auf dem mittleren Gehäuseteil, überragt aber den Wirbel nicht. Es ist kein Ligament vorhanden, ebenso fehlen Schlosszähne und auch akzessorische Schalenplatten. Die Fußmuskeln sitzen auf Fortsätzen: der hintere, große Schließmuskel setzt im Auriculum an, der vordere, kleine Schließmuskel inseriert vor den Wirbeln. Die beiden Klappen sind mit zwei Gelenkköpfen am Dorsal- und Ventralrand verbunden.
Die aragonitische Schale ist weiß und besteht aus drei Schichten: einer äußeren prismatischen, einer mittleren mit Kreuzlamellen und einer inneren Schicht, bestehend aus komplexen Kreuzlamellen. Das Periostrakum ist hellbraun.
Zusätzlich zum zweiklappigen Gehäuse der Muschel am Vorderende sondert der Mantel des länglichen Körpers des Schiffsbohrwurms eine Kalkröhre von etwa 1 cm Durchmesser ab, die dem Schiffsbohrwurm als Wohnröhre dient; es ist eine Auskleidung des vom Tier geschaffenen Bohrganges.
Der Weichkörper geht hinten, an der Mündung des Bohrloches, in zwei lange, einziehbare Siphonen über. Sie dienen der Atmung, dem Einstrudeln von Plankton als Nahrung und der Ausscheidung der Stoffwechselprodukte, aber auch dem Einstrudeln der Samenzellen und zum Ausstrudeln der Larven. An der Basis der Siphonen sitzen zwei Kalkplatten („Paletten“), die aus einem Blatt und einem Stiel bestehen. Der Stiel ist zum Bohrloch hin orientiert. Werden die Siphonen in das Bohrloch zurückgezogen, verschließen die beiden Platten konusartig die Bohrlochöffnung.

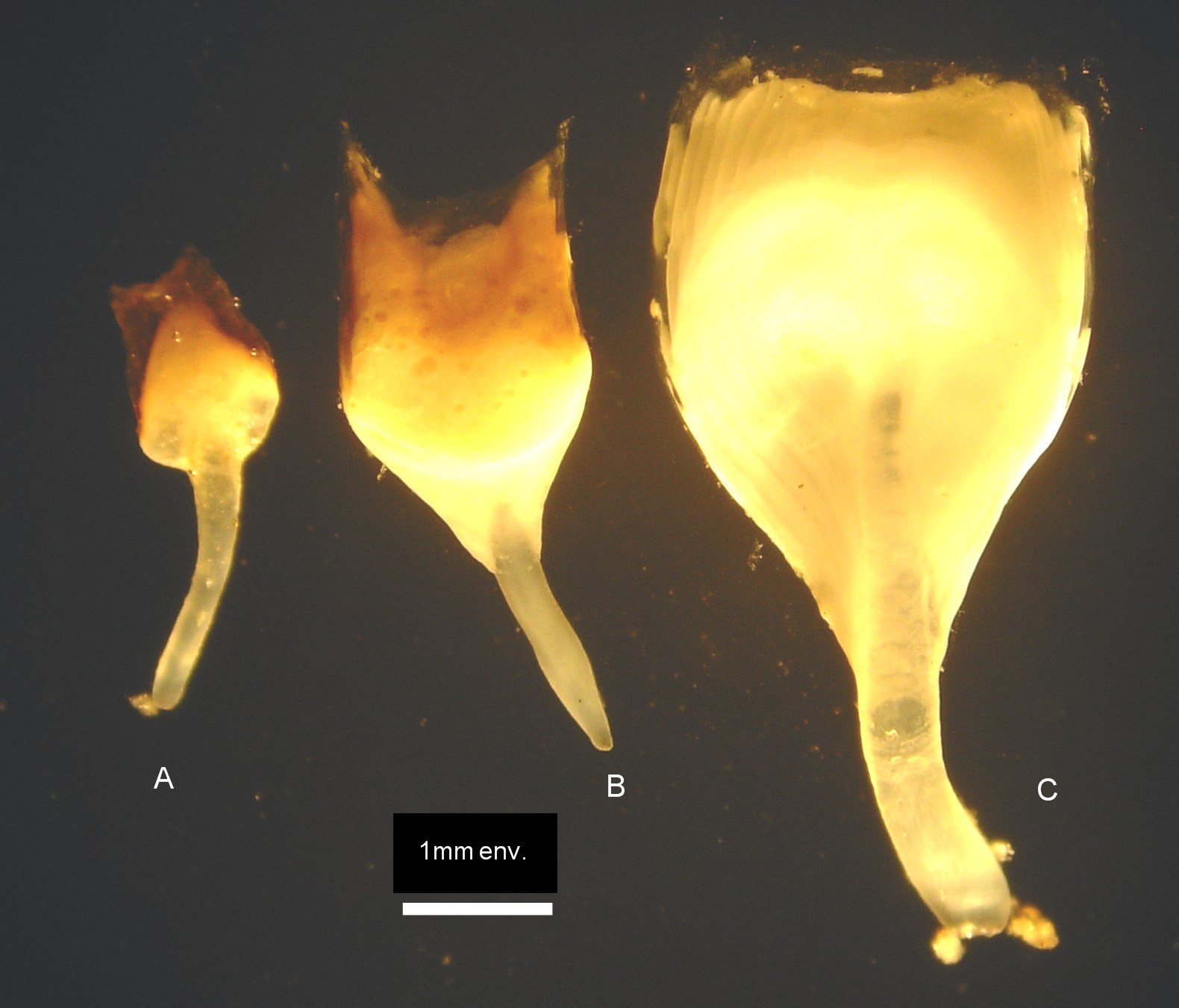
Paletten von drei Schiffsbohrmuscheln: A. Lyrodus pedicellatus; B. Teredo navalis C. Nototeredo norvagica. Deutlich sichtbar in diesem Durchlichtbild sind die nicht verkalkten Spitzen, die in schwach verkalkte Bereiche übergehen.

Die Paletten sind bis etwa 6 mm lang, davon entfallen zwei Drittel der Länge auf das Blatt, ein Drittel auf den Stiel. Die Breite beträgt ebenfalls etwa ein Drittel der (Gesamt-)Länge. Das Blatt ist leicht gewölbt, mit der konkaven Seite zum Sipho hin. Diese Seite wird auch als Innenseite, die gewölbte Seite entsprechend als Außenseite bezeichnet. Der obere Rand ist jeweils außen zu Spitzen ausgezogen. Allerdings ist der vordere Rand meist unverkalkt und besteht aus organischem Periostracum, sodass Exemplaren mit abgeriebenem Rand oder wenn nach Tod des Tieres das organische Periostracum zersetzt wird, die seitlichen Spitzen fast fehlen.

## Geographische Verbreitung und Lebensraum
Der Schiffsbohrwurm lebt weltweit in warmen bis gemäßigten Zonen. Das ursprüngliche Verbreitungsgebiet lässt sich nicht mehr rekonstruieren, da die Art durch den früheren Schiffsverkehr mit Holzschiffen weltweit verschleppt ist. Er lebt in flachen bis flachsten Gewässern überall dort, wo geeignetes Holz im Wasser vorkommt: so in den Wänden von Holzschiffen, in hölzernen Brücken, Hafen- und Steganlagen, hölzernen Buhnen und Dalben, sowie in Treibholz und im Wasser liegenden Baumstämmen.

## Lebensweise
Kennzeichnend für den Schiffsbohrwurm ist seine vergleichsweise hohe Toleranz gegenüber Schwankungen von Salzgehalt und Temperatur. Er erträgt Brackwasser bis hinunter zu einem Salzgehalt von etwa 7 ‰ (ältere Arbeiten nennen 9 ‰) und Temperaturen bis hinunter zum Gefrierpunkt (0 °C). So hat er entlang der deutschen Ostseeküste nach einer langen unauffälligen Periode seit 1993 mehrere Massenvorkommen erreicht. Inzwischen scheint in der Ostsee sogar eine Anpassung an noch niedrigere Salzgehalte (eben die genannten 7 ‰) passiert zu sein, denn die Art wurde nun schon in der östlichen Ostsee gefunden.
Die Wohnröhre ist zum Wasser hin, nachdem er die Siphonen am Körperhinterende zurückgezogen hat, über zwei kleine spatelförmige Kalkplatten („Paletten“) verschließbar, so dass das Tier auch eine mehrere Wochen dauernde Schiffsfahrt im Süßwasser überstehen kann.
Bei stärkerem Befall kann er erheblichen Schaden an Brücken, Hafen- und Steganlagen, Deichen und Holzschiffen anrichten, sofern sie am offenen Meer liegen. Der Befall des Holzes durch den Schiffsbohrwurm ist von außen kaum zu sehen, da die Öffnung zum Wasser vergleichsweise klein ist und die beiden kleinen Atem-Siphonen den von außen einzig sichtbaren Hinweis geben. Der Schaden wird oft erst beim Abbrechen ersichtlich. Heute wird das Holz zum Schutz gegen den Schiffsbohrwurm imprägniert oder mit Deckschichten aus Metall oder Kunststoffen versehen.

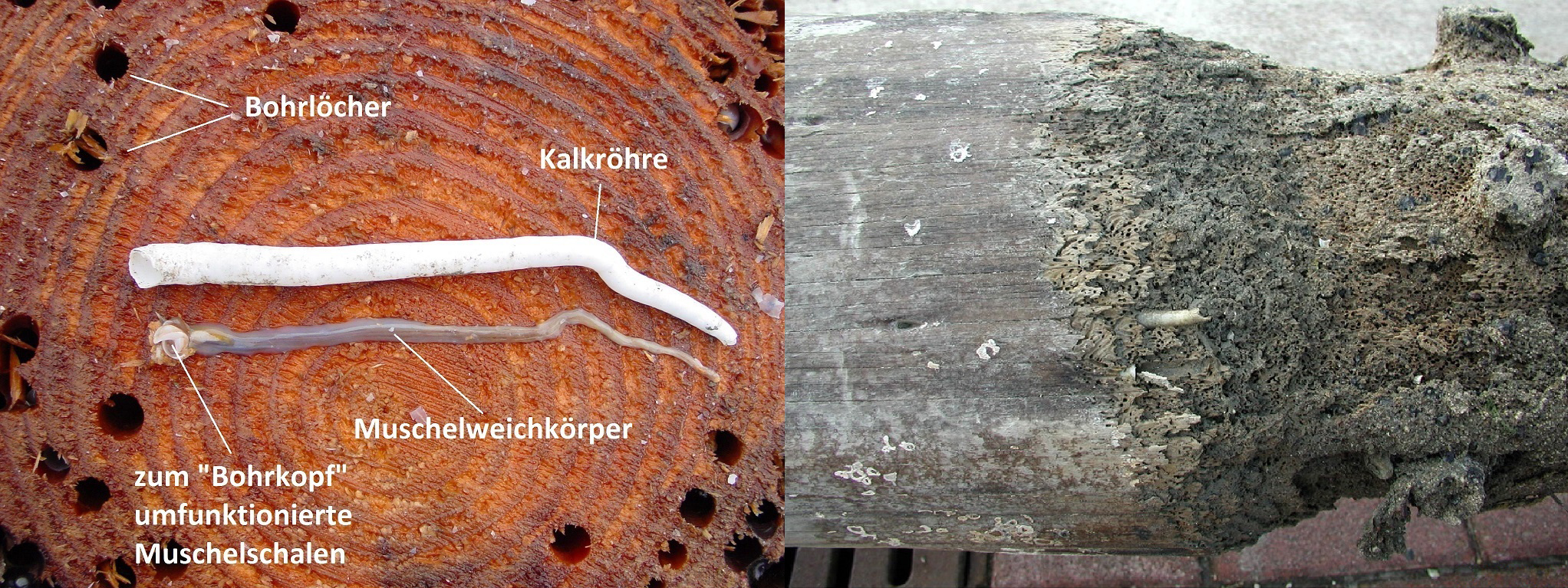
Körper eines Teredo navalis (links) und Schadbild eines Duckdalbens (rechts)

## Fortpflanzung und Lebensweise

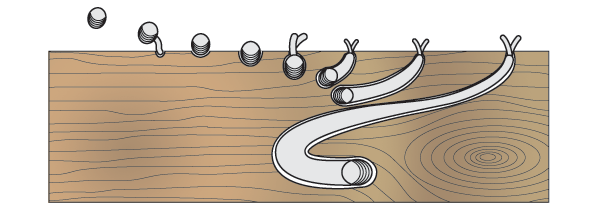
Schiffsbohrwurm bohrt sich in ein Stück Holz

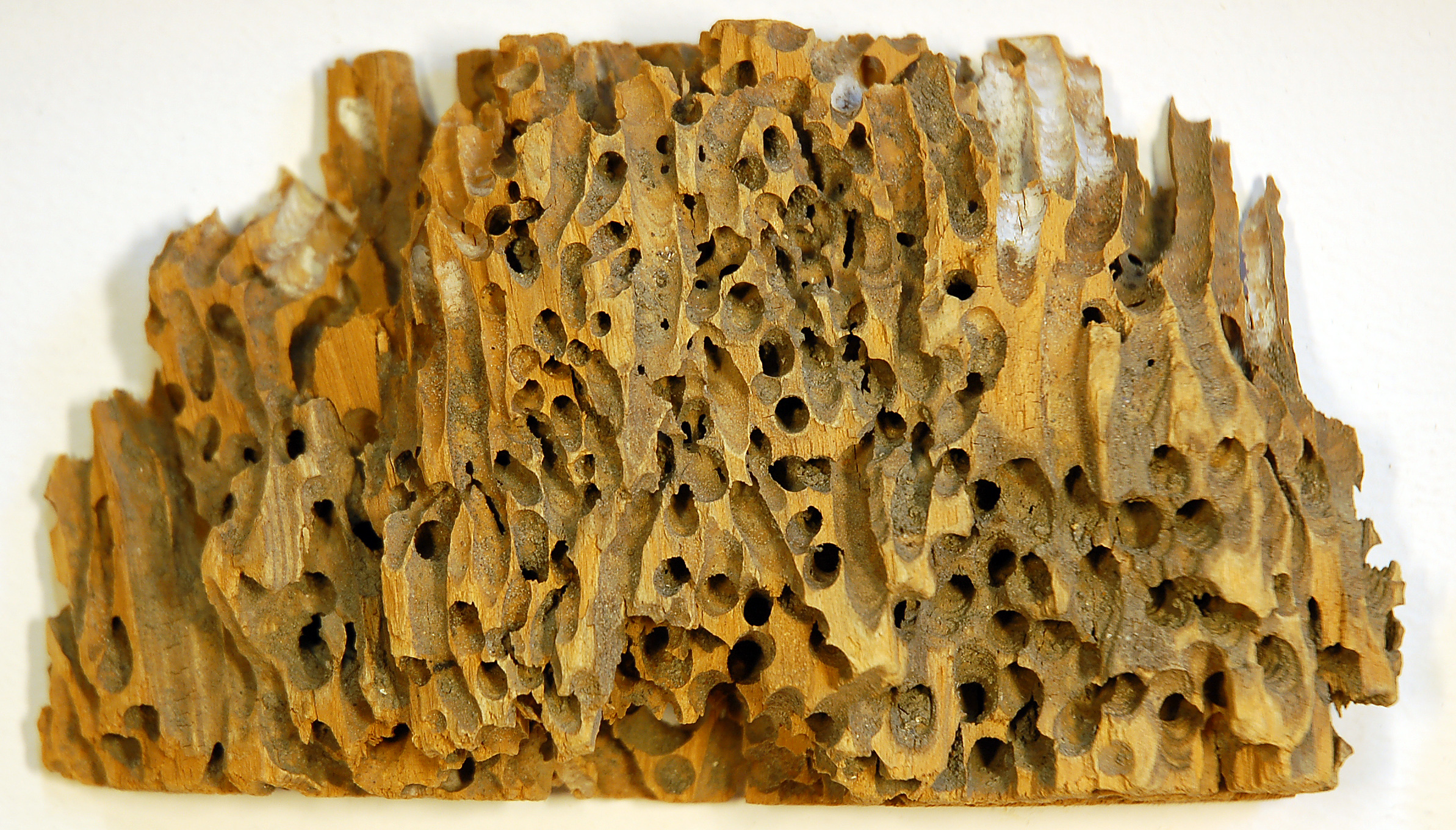
Schadbild an einem Buhnenpfahl

Der Schiffsbohrwurm ist ein protandrischer Zwitter, der mehrmals das Geschlecht wechseln kann. Wenn die Tiere nach nur 60 Tagen geschlechtsreif werden, sind sie zuerst Männchen. Nach einigen Wochen und weiterer Größen- und Gewichtszunahme wechselt das Geschlecht zum Weibchen. Der Schiffsbohrwurm kann dann in einem Jahr 1 bis 5 Millionen Eier produzieren. Die Eier werden dabei im Kiemenbereich zurückgehalten und dort durch eingestrudelten Fremdsamen befruchtet. Anscheinend wird auch Samen aus der männlichen Phase gespeichert, sodass auch Selbstbefruchtung vorkommen kann. Die ersten 14 Tage der Entwicklung verbringt die Larve im Kiemenraum. Anschließend wird sie als Veliger-Larve mit einem kleinen D-förmigen Gehäuse ausgestoßen und schwimmt ein bis drei Wochen frei im Wasser. Danach setzt sie sich mithilfe eines Byssusfadens an einem Stück Holz fest, wo sie mit Hilfe der beiden Schalenklappen zu bohren beginnt. Die kleinen, stark klaffenden Muschelschalen dienen ausschließlich diesem Zweck. Innerhalb von ca. 60 Tagen wächst die Larve zu einem erwachsenen geschlechtsreifen Tier heran und bohrt sich dabei immer weiter durch das Holz. Aus der nur wenige Millimeter großen Öffnung zum Wasser ragen nur die zwei kleinen Atem-Siphone heraus. Sie können durch zwei spezielle Kalkplättchen hermetisch abgeschlossen werden. Die Bohrröhre wird mit einer Kalkschicht ausgekleidet und dient als Wohnhöhle, in der der Schiffsbohrwurm den Rest seines Lebens verbringt. Der Schiffsbohrwurm kann zwei bis drei Jahre alt werden.
Der Schiffsbohrwurm ernährt sich, indem er die Zellulosebestandteile des abgeraspelten Holzes mit den Enzymen Cellulase und Glucosidase zu knapp 80 % in Zucker umwandelt. Diese Enzyme werden von symbiotischen Bakterien im Darm geliefert. Daneben filtert er aus dem Atemwasser Plankton als Nahrungsergänzung heraus.

## Geschichte
Schädigungen durch Schiffbohrwürmer waren bereits der antiken Welt bekannt. Anfangs wurden die Schiffsrümpfe mit einer zusätzlichen Beplankung als eine Art Opferholz ausgerüstet. Die Ägypter hatten ihre Schiffe mit einem schützenden Anstrich versehen, die Chinesen bauten Doppelhüllenboote mit einer Zwischenlage aus Ziegenleder, die sich dem Zugriff der Bohrwürmer widersetzte. Die Römer versuchten im Unterwasserbereich ihrer Galeeren Metallbleche anzubauen, später entdeckten sie die giftige Wirkung metallhaltiger (Zinn, Kupfer) Anstriche. Dass die Bohrwürmer auch vor den Schiffen der Flotte von Christoph Kolumbus nicht Halt machten, kann man aus seinen Logbüchern entnehmen, wo er schildert, wie seine gesamte Schiffsflotte aus damals noch unbekannten Gründen mehr oder weniger unter den Füßen der Mannschaft auseinanderfiel. Auf seinen vier Reisen verlor Kolumbus insgesamt neun Schiffe. 1731 hatte der Schiffsbohrwurm in Holland die hölzernen Deichtore zerfressen, worauf sie bei einer Sturmflut brachen. Von 1919 bis 1921 richtete er in der San-Francisco-Bay an hölzernen Kaianlagen Schäden im Wert von über 900 Millionen US-Dollar an.

## Taxonomie
Die Art wurde schon 1758 von Carl von Linné beschrieben. Er glaubte jedoch noch, dass es sich bei der Art um einen Wurm handelt. Teredo navalis ist die Typusart der Gattung Teredo Linnaeus, 1758.